# Mario Bonetti
Mario Bonetti (20 ottobre 1902 – 3 settembre 1962) è stato un ciclista su strada italiano, professionista dal 1930 al 1931; vinse il Giro dell'Emilia 1930 e concluse quinto il Giro del Veneto 1931.

## Palmarès
- 1930 (individuale, una vittoria)

Giro dell'Emilia